# 全ロシア博覧センター

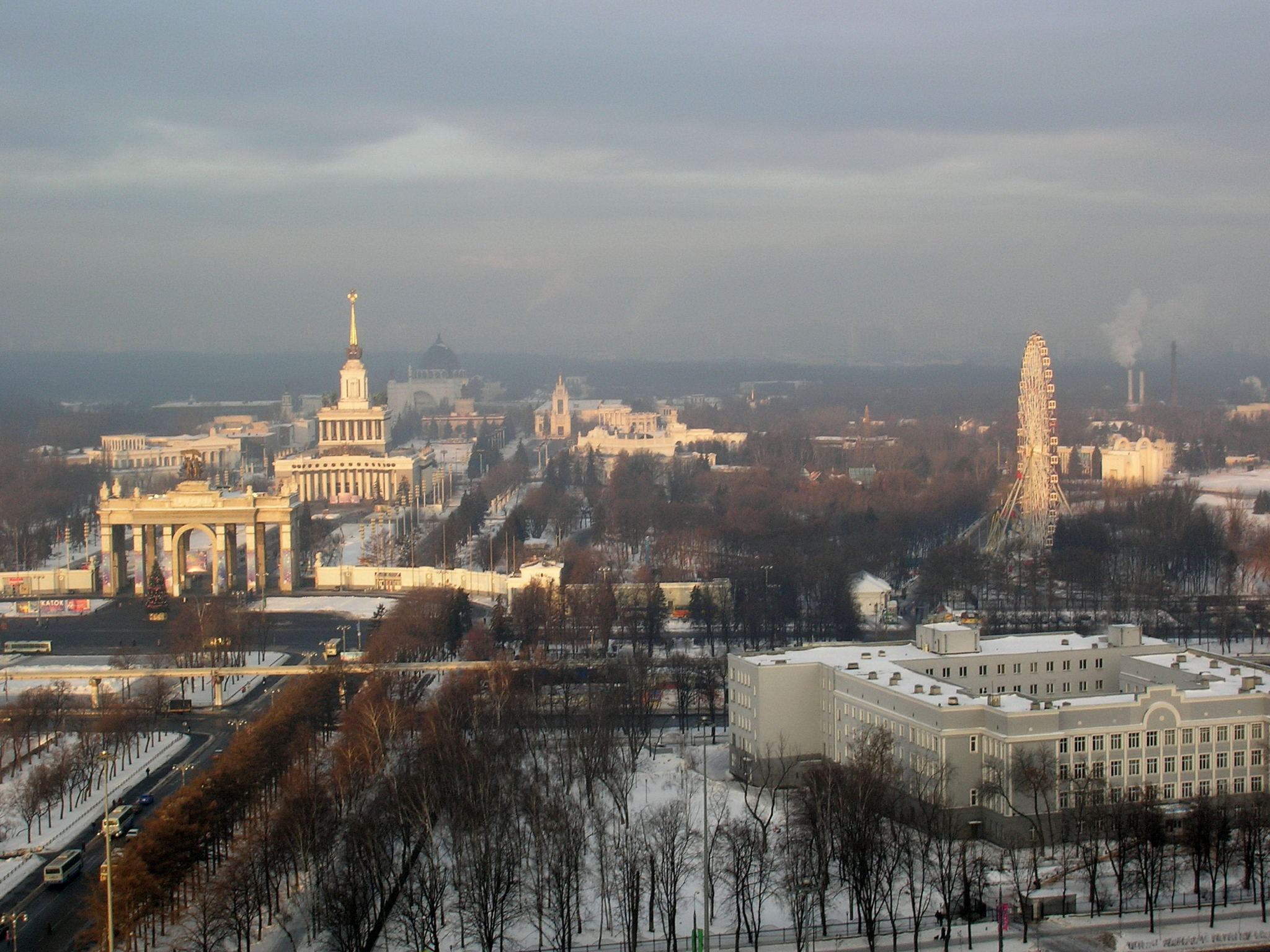
全ロシア博覧センター

全ロシア博覧センター（全ロシア博覧会センター、全ロシア展示センター、Всероссийский выставочный центр、Vserossiyskiy vystavochny tsentr、All-Russia Exhibition Centre）は、ロシアの首都モスクワにある常設の博覧会場。経営の主体は「全ロシア博覧センター」で国営の株式会社Gosudarstvennoye Aktsionernoye Obshchestvoである。略称は、ВВЦ（VVC）。1991年国際博覧会祭典連合（IUEF）に、1997年広域博覧会産業協会（UFI）にそれぞれ加盟している。
2014年ソビエト連邦時代の ВДНХ （VDNKh または VDNH）に名称が戻る。（ロシア語: Выставка Достижений Народного Хозяйства）

## 概要・歴史

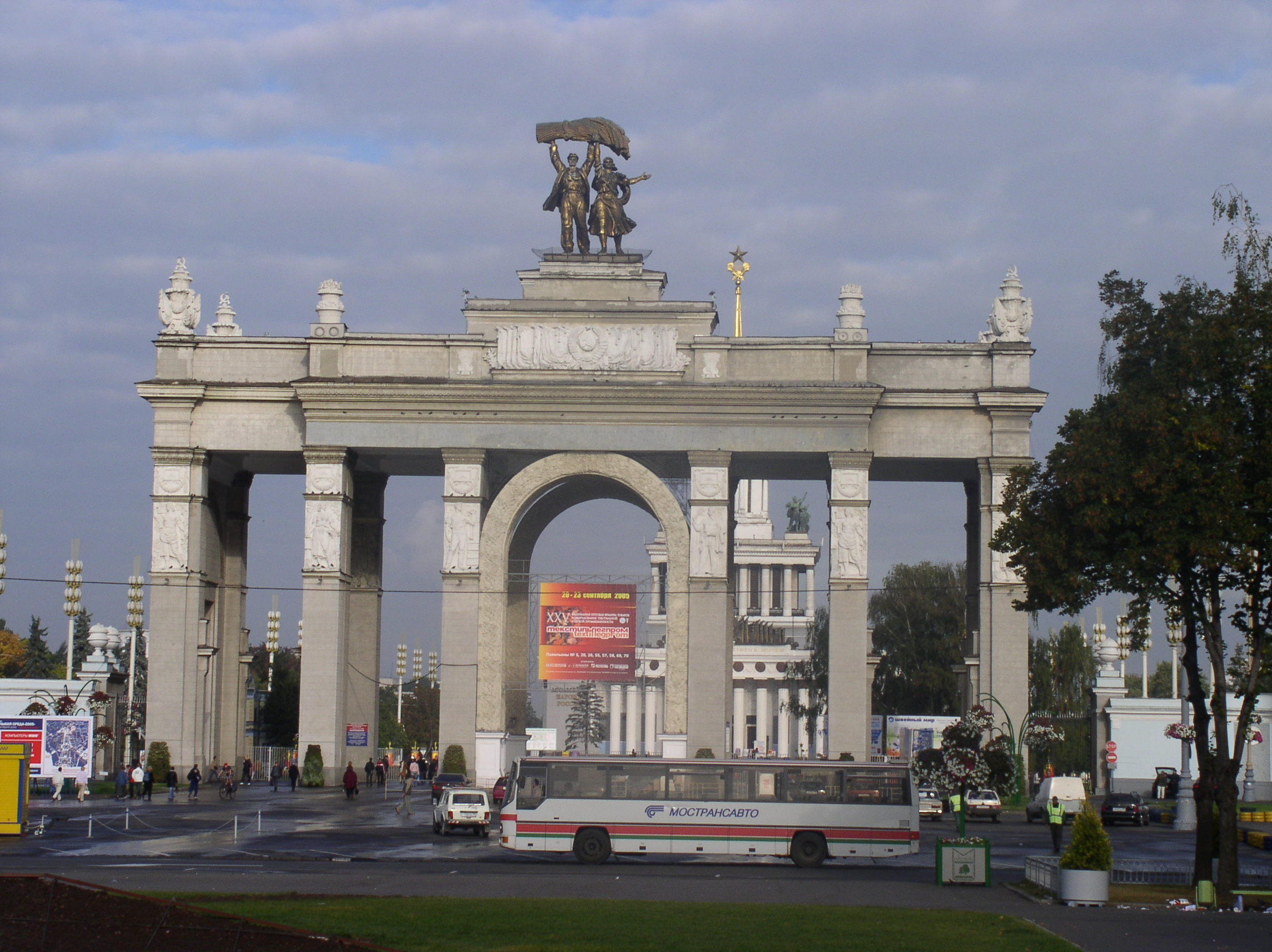
正面入り口の凱旋門

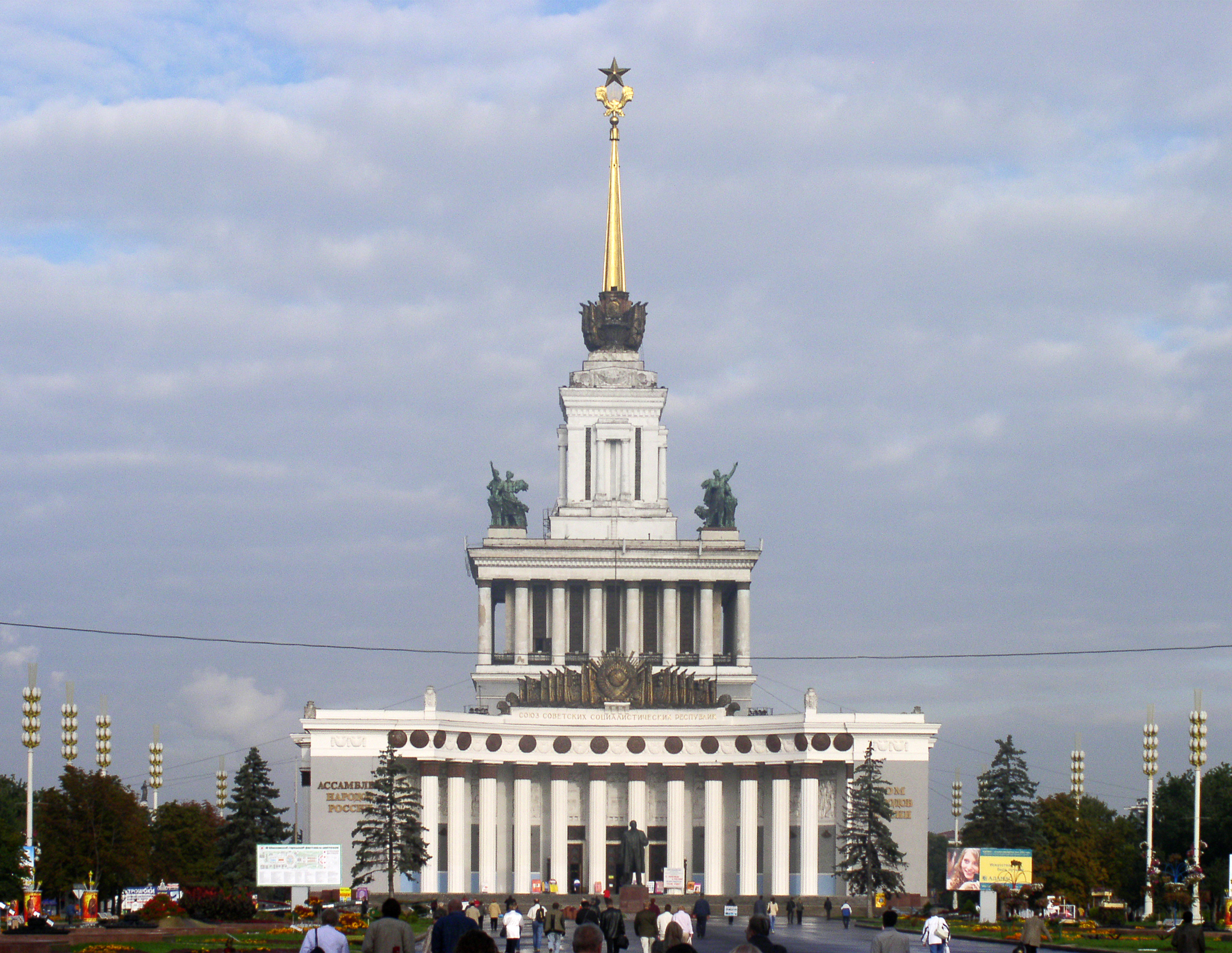
中央パビリオン　サンクトペテルブルクにある旧海軍省を想起させるファザードである。

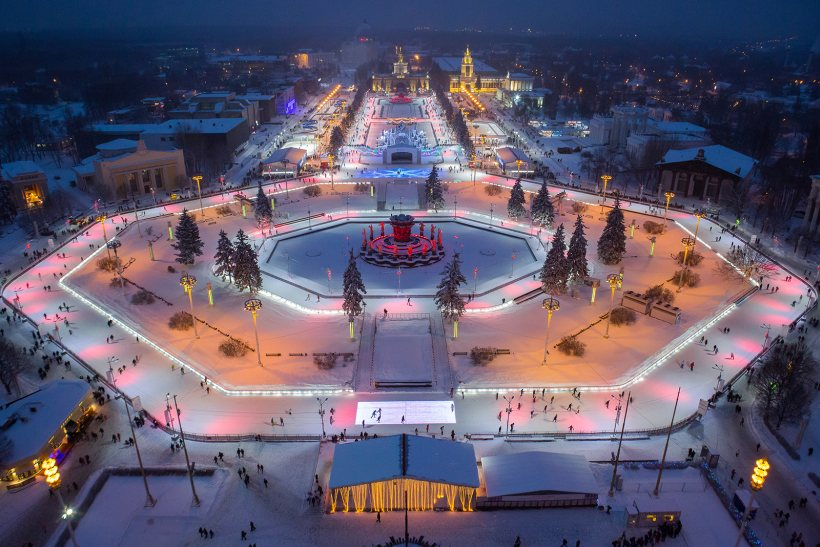
スケートリンク

全ロシア博覧センターの起源は、1939年の全ロシア農業博覧会（Всесоюзная Сельско-Хозяйственная Выставка、Vsesoyuznaya Selsko-Khozyaystvennaya Vystavka、VSKhV、All-Union Agricultural Exhibition）である。その後、農業のみならず、科学、技術、文化、その他国内産業の分野に展示を拡大することが決定され、1954年から1958年にかけて、第2期および第3期工事が決定された。第1期ともいうべき全ロシア農業博覧会の段階では仮設のパヴィリオンが設置されたが、第2期、第3期工事ではセンター内に当時のソビエト建築の粋を凝らした常設パヴィリオンが多数建設され建築物の実験場の様相を呈し始めた。1959年ソ連国民経済達成博覧会（Выставка Достижений Народного Хозяйства、Vystavka Dostizheniy Narodnovo Khozyaystva、略称ВДНХ（ヴェー・デー・エヌ・ハー、さらに縮めてヴェデンハ）、VDNKh、Exhibition of Achievements of the National Economy）に名称を改め再開された博覧会場は、第二次世界大戦後のソ連社会主義体制の展示場として重要なプロパガンダの役割を担った。 
1989年までに、博覧会場には82のパヴィリオンが建設された。これはソ連の各共和国や国家機関の威信保持のため、多額の建設予算が計上されたことも影響した。各共和国のパヴィリオンとしては、ウクライナパヴィリオン、ウズベキスタンパヴィリオンなど、各民族の伝統様式を盛り込んだものも多い。ニキータ・フルシチョフは、モスクワのパヴィリオンがウクライナのそれに見劣りすることに気分を害して、モスクワパヴィリオンの充実を図ったが、その後、今度はウクライナパヴィリオンが零落するとリニューアルを命じている（フルシチョフはモスクワとウクライナ共産党の第一書記を務めている。また、猫の目のように指示を変更することでも有名であった）。その中には、技術パヴィリオン（1954年建設）、宇宙パヴィリオン（1966年）、原子力パヴィリオン（1954年）、人民教育パヴィリオン（1954年）、ソビエト文化パヴィリオン（1964年）などの特定の産業分野ごとのパヴィリオンがある。
ソ連時代、ヴェデンハは、毎年300以上の国家および国際博覧会と多数の研究者、企業家などのセミナーや会議が行われた。また、さまざまなイベントが行われ、毎年約1100万人の国内利用客、60万人の外国人がヴェデンハを訪れた。「Radioelectronics」パヴィリオンは、統一電気コンピュータシステムES EVMのパヴィリオンで、コンピュータの働くきわめてユニークな住宅モデルを提供している。
博覧会場入り口の凱旋門のすぐ横に、ヴェラ・ムーヒナ作の巨大な「労働者とコルホーズの女性 Rabochiy i Kolkhoznitsa」像が建っている。この「鎌と鎚」という社会主義建設の象徴を持つ彫刻とその台座となっているパヴィリオンは、1937年のパリ万国博覧会のソ連パヴィリオンを再現したものである。「労働者とコルホーズの女性」像は高さ25メートルのステンレス製である。この像は、ロシア最大の映画スタジオ、モスフィルムのロゴとなっていて多くのロシア人に親しまれている。
ソ連崩壊を経て、1992年全ロシア博覧センター（Всероссийский выставочный центр）に名称を変更した。但し、「ヴェデンハ」の略称は現在でも使われている。現在では従来の展覧会のほか、遊園地やショッピングセンターもあり、モスクワ市民の憩いの場、買い物の場となっている。一方、地方や外国人を目当てのスリなども多く問題となっている。
なお、現在大規模な国際的な展示会はほぼモスクワ・エキスポセンターで行われている。
75周年となる2014年、ВДНХ の名称が復活し、パビリオンの修復が始まった

。

## アクセス
- モスクワ・モノレール線ヴィスタヴォーチヌイ・ツェントル駅から徒歩2分
- モスクワ地下鉄6号線ヴェデンハ駅から徒歩5分

## 主要パヴィリオン・建築
- 凱旋門
- 中央パヴィリオン
- モスクワパヴィリオン
- ウクライナパヴィリオン
- 黄金館（旧農業館）
- ウズベキスタンパヴィリオン
- 石炭産業館
- 畜産パヴィリオン

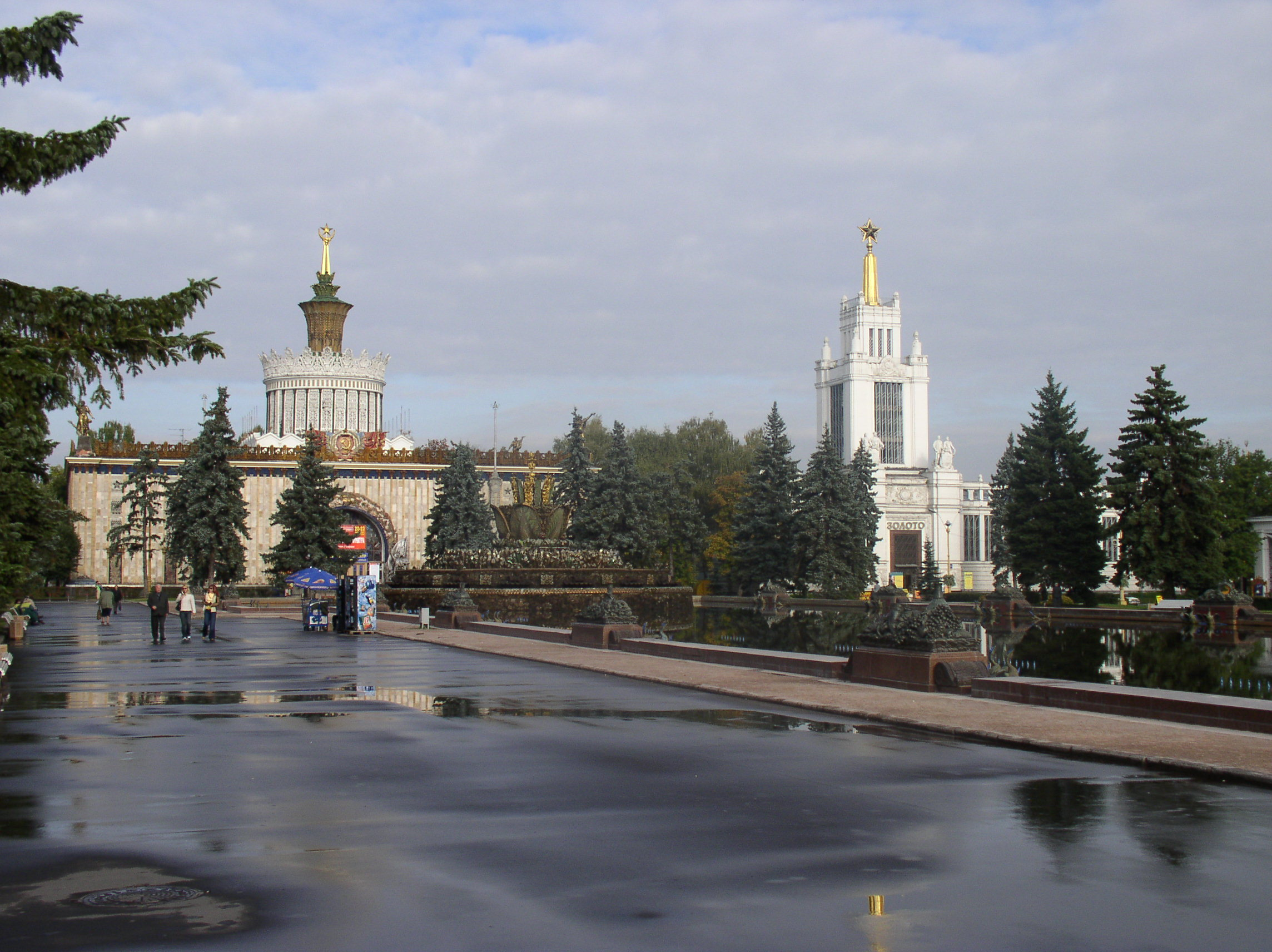
ウクライナ・パビリオン（左）とスターリン様式の黄金館（旧農業館）

- モスクワ・科学技術応用センター・パヴィリオン